# Campionati europei di atletica leggera indoor 2019 - Getto del peso maschile
Il concorso del getto del peso maschile ai campionati europei di atletica leggera indoor di Glasgow 2019 si è svolto il 1º marzo 2019 presso la Commonwealth Arena and Sir Chris Hoy Velodrome.
La gara è stata vinta dal polacco Michał Haratyk con la misura di 21,65 metri.

## Podio
| Pos.    | Atleta         | Nazionalità |
| ------- | -------------- | ----------- |
| Oro     | Michał Haratyk | Polonia     |
| Argento | David Storl    | Germania    |
| Bronzo  | Tomáš Stanek   | Rep. Ceca   |

## Programma
| Data          | Ora   | Turno          |
| ------------- | ----- | -------------- |
| 1º marzo 2019 | 11:30 | Qualificazione |
| 1º marzo 2019 | 20:35 | Finale         |

## Risultati

### Qualificazione
Qualificatione: gli atleti che raggiungono la misura di 20.90 metri (Q) o i migliori 8 classificati (q) si qualificano alla finale.
| Class | Atleta             | Nazione                     | #1    | #2    | #3    | Risultato | Note                          |
| ----- | ------------------ | --------------------------- | ----- | ----- | ----- | --------- | ----------------------------- |
| 1     | Mesud Pezer        | Bosnia ed Erzegovina        | 20.22 | 20.32 | 21.08 | 21.08     | Q,                            |
| 2     | Michał Haratyk     | Polonia                     | 20.16 | 20.51 | 20.98 | 20.98     | Q,                            |
| 3     | Bob Bertemes       | Lussemburgo                 | 20.49 | x     | 20.97 | 20.97     | Q                             |
| 4     | Tomáš Staněk       | Rep. Ceca                   | 20.90 |       |       | 20.90     | Q                             |
| 5     | David Storl        | Germania                    | 20.13 | 20.58 | 20.61 | 20.61     | Q                             |
| 6     | Marcus Thomsen     | Norvegia                    | 20.30 | 20.41 | 20.41 | 20.41     | Q, NU23R                      |
| 7     | Nikolaos Skarvelis | Grecia                      | 19.70 | 20.34 | 20.30 | 20.34     | Q,                            |
| 8     | Francisco Belo     | Portogallo                  | 19.93 | 20.31 | 20.15 | 20.31     | Q                             |
| 9     | Maksim Afonin      | Atleti Neutrali Autorizzati | 20.30 | 20.14 | x     | 20.30     |                               |
| 10    | Jakub Szyszkowski  | Polonia                     | 20.28 | 20.24 | 19.85 | 20.28     |                               |
| 11    | Konrad Bukowiecki  | Polonia                     | 19.60 | x     | 20.18 | 20.18     |                               |
| 12    | Tsanko Arnaudov    | Portogallo                  | 19.86 | x     | 19.08 | 19.86     |                               |
| 13    | Asmir Kolašinac    | Serbia                      | 19.46 | 19.82 | 19.45 | 19.82     |                               |
| 14    | Leonardo Fabbri    | Italia                      | 19.60 | x     | 19.71 | 19.71     |                               |
| 15    | Andrei Gag         | Romania                     | 19.70 | x     | 19.31 | 19.70     |                               |
| 16    | Giorgi Mujaridze   | Georgia                     | 18.24 | 19.20 | 19.46 | 19.46     |                               |
| 17    | Osman Can Özdeveci | Turchia                     | 19.13 | x     | x     | 19.13     | Miglior prestazione personale |
| 18    | Carlos Tobalina    | Spagna                      | 17.11 | 18.66 | 19.06 | 19.06     |                               |

### Finale
| Class   | Atleta             | Nazione              | #1    | #2    | #3    | #4    | #5    | #6    | Risultati | Note                                     |
| ------- | ------------------ | -------------------- | ----- | ----- | ----- | ----- | ----- | ----- | --------- | ---------------------------------------- |
| Oro     | Michał Haratyk     | Polonia              | 21.65 | 21.33 | 21.43 | X     | X     | X     | 21.65     | EL,                                      |
| Argento | David Storl        | Germania             | 21.16 | 21.54 | X     | X     | X     | 20.57 | 21.54     | Miglior prestazione personale            |
| Bronzo  | Tomáš Stanek       | Rep. Ceca            | X     | 21.25 | 20.37 | X     | X     | 20.30 | 21.25     | Miglior prestazione personale stagionale |
| 4       | Francisco Belo     | Portogallo           | 20.59 | 20.97 | 20.65 | 20.56 | X     | X     | 20.97     | Miglior prestazione personale            |
| 5       | Bob Bertemes       | Lussemburgo          | X     | X     | 20.70 | X     | X     | 20.60 | 20.70     |                                          |
| 6       | Mesud Pezer        | Bosnia ed Erzegovina | 20.10 | X     | 20.29 | 20.69 | 20.44 | 20.67 | 20.69     |                                          |
| 7       | Marcus Thomsen     | Norvegia             | 19.65 | 20.21 | 19.98 | 20.22 | 19.90 | 20.09 | 20.22     |                                          |
| 8       | Nikolaos Skarvelis | Grecia               | 19.49 | 19.87 | 19.68 | X     | 19.92 | 20.13 | 20.13     |                                          |